# Aled Eames
Aled Eames (* 29. Juli 1921 in Llandudno; † 7. März 1996) war ein walisischer Historiker, der hauptsächlich über die Seefahrtsgeschichte von Wales geschrieben hat. 
Eames unterrichtete in Bangor und stand 20 Jahre lang dem Neuadd Reichel der Bangor University vor. Er ist zudem Mitbegründer der Zeitschrift Maritimes Wales. Eames starb im Jahre 1996.

## Werke
- Ships and seamen of Anglesey, 1558–1918: studies in maritime and local history (1973)
- Llongau a llongwyr Gwynedd (1976)
- Meistri’r Moroedd (1978)
- Machlud Hwyliau’r Cymry (1984)
- Porthmadog Ships (zusammen mit Emrys Hughes, 1975)
- Gwraig y Capten (1984)
- Heb long wrth y cei: hen borthladdoedd diflanedig Cymru (1989)
- Y Fordaith Bell (1993)